# WRN
WRN（Werner syndrome ATP-dependent helicase）は、ヒトではWRN遺伝子にコードされる酵素である。RECQ3（DNA helicase, RecQ-like type 3）としても知られ、RecQヘリカーゼファミリーの一員である。一般的に、ヘリカーゼは二本鎖DNAを巻き戻して分離する。こうした活性は、細胞分裂に備えてDNAをコピーする際（DNA複製）に必要である。転写と呼ばれる、タンパク質産生のための鋳型形成の際にもヘリカーゼは重要である。WRNタンパク質はDNA修復にも重要な役割を果たしていることが示唆されている。このタンパク質はDNAの構造と完全性の維持を助けている。

## 構造と機能
WRNはRecQヘリカーゼファミリーの一員である。また、3'→5'エキソヌクレアーゼ活性を持つ唯一のRecQヘリカーゼである。エキソヌクレアーゼ活性によって、3'陥凹末端の分解や二本鎖DNA中のギャップからのDNA分解の開始などが行われる。WRNは相同組換えや非相同末端結合による二本鎖切断修復、塩基除去修復による一塩基損傷の修復に重要であり、複製停止からの回復に効果的である。WRNはテロメアの維持と複製、特にGリッチ配列の複製に重要である可能性がある。
WRNはオリゴマーであり、DNAの巻き戻し時には単量体として作用する一方で、溶液中では二量体、DNAとの複合体形成時には四量体を形成し、また六量体を形成することも観察されている。WRNの拡散速度は核質では1.62 {\displaystyle {\tfrac {\mathrm {\mu m} ^{2}}{\mathrm {s} }}}、核小体では0.12 {\displaystyle \textstyle {\tfrac {\mathrm {\mu m} ^{2}}{\mathrm {s} }}}と測定されている。WRNのオルソログは、ショウジョウバエ、ツメガエル、C. elegansなど他の多数の生物にも存在する。WRNはゲノム安定性に重要であり、WRNに変異を有する細胞はDNA損傷やDNA切断に対する感受性が高くなる。
WRNのN末端はヘリカーゼ活性とヌクレアーゼ活性の双方に関与しており、C末端は重要ながん抑制因子であるp53と相互作用する。WRNはDNA修復、組換え、複製やDNA二次構造の解消時にエキソヌクレアーゼとして機能している可能性がある。WRNはホリデイジャンクションにおける分岐点移動に関与しており、その他のDNA複製中間体とも相互作用する。WRNをコードするmRNAはヒトの大部分の組織で同定されている。

### 翻訳後修飾
WRNのセリン/スレオニン残基のリン酸化は、複製後DNA修復に重要なヘリカーゼ活性とエキソヌクレアーゼ活性を阻害する。これらの部位の脱リン酸化はWRNの触媒活性を亢進する。リン酸化は、SUMO化やアセチル化などの他の翻訳後修飾に影響を与えている可能性がある。

## 臨床的意義
ウェルナー症候群はWRN遺伝子の変異によって引き起こされる。WRN遺伝子の原因となる変異として20種類以上が知られている。こうした変異の多くは、異常に短いWRNタンパク質を産生するものである。こうした短縮型タンパク質は、DNAと相互作用を行うための細胞核への移行が起こらないことが示唆されている。また、こうした短縮型タンパク質は迅速に分解される可能性があり、細胞内のWRNタンパク質の喪失が引き起こされる。核内に正常なWRNタンパク質が存在しない場合、細胞はDNA複製、修復、転写を行うことができない。これらの変異がウェルナー症候群でみられる早老の症状を引き起こす機構については現在も研究が行われている。

## DNA修復経路における役割

### 相同組換え修復
WRNは相同組換えに活性を有する。WRN遺伝子に欠陥を有する細胞は有糸分裂時の自発的な組換えが23分の1に低下し、特に遺伝子変換型の組換えが減少する。WRN遺伝子に欠陥を有する細胞は、野生型WRNを持つ細胞と比較して、X線に曝露した場合の染色体切断や小核形成が増加する。WRN遺伝子に欠陥を有する細胞は、野生型細胞よりもガンマ線、紫外線、シクロブタン型ピリミジンダイマー、マイトマイシンCに対する感受性は高くならないが、I型、II型トポイソメラーゼ阻害剤に対する感受性が高くなる。これらの知見は、WRNタンパク質が相同組換え修復や停止した複製フォークのプロセシングに関与していることを示唆している。

### 非相同末端結合
WRNは非相同末端結合（NHEJ）によるDNA修復にも重要な役割を果たしている。WRNは二本鎖切断部位にリクルートされ、そこでNHEJ経路において酵素的・非酵素的な機能を果たす。二本鎖切断部位ではKuと結合して標準的（典型的）NHEJ経路を促進し、その酵素機能によってDNA二本鎖切断をある程度の正確さで修復する。WRNはalt-NHEJまたはマイクロホモロジー媒介末端結合（MMEJ）と呼ばれるNHEJの代替的経路を阻害する。MMEJは二本鎖切断の不正確な修復機構である。

### 塩基除去修復
WRNはDNAの塩基除去修復（BER）にも関与している。WRNはBERの序盤の損傷検出段階でNEIL1と結合し、NEIL1による酸化損傷の除去を促進する。NEIL1はDNAグリコシラーゼであり、活性酸素種（ROS）によって損傷した塩基を切除しすることでBERの第一段階を開始し、またNEIL1と関連したリアーゼ活性によってDNA鎖に切断が導入される。NEIL1はROSによって損傷した塩基を認識して除去し、その後3'側と5'側ににリン酸基を残してβ,δ脱離によって無塩基部位を除去する。NEIL1は酸化ピリミジン、ホルムアミドピリミジン、メチル基が酸化されたチミン、チミングリコールの双方の立体異性体を認識する。
WRNはPolλとの相互作用を介してもBERに関与する。WRNはPolλの触媒ドメインに結合し、8-oxo-Gの反対側のギャップの埋め込みとその後の鎖置換合成を特異的に促進する。これによってWRNはMUTYHによって開始される8-oxo-G:Aミスペアの修復時のPolλによるロングパッチBERを促進する。

### 複製停止からの回復
WRNは複製停止からの回復にも関与している。WRNに欠陥がある場合、複製の停止は二本鎖切断の蓄積と染色体断片化の増加を引き起こす。WRNは、複製チェックポイントの中心的因子の1つであるRAD9-RAD1-HUS1（9.1.1）複合体と相互作用する。この相互作用はWRNのN末端領域へのRAD1サブユニットの結合によって媒介され、核内のfociへのWRNの再局在と複製停止に応答したWRNのリン酸化に重要である。DNA損傷や複製フォークの停止が起こっていない場合、WRNは核小体に局在したままである。WRNと9.1.1複合体との相互作用は、停止した複製フォークでの二本鎖切断の形成を防ぐ。

## がんにおけるWRNの欠乏
限られた量のWRNを発現する細胞は、野生型細胞と比較して変異頻度が上昇する。変異の増加はがんの発生の原因となる可能性がある。ウェルナー症候群の患者はWRN遺伝子にホモ接合型変異を抱えており、軟部肉腫、骨肉腫、甲状腺がんやメラノーマなどのがんの発生率が上昇する。
WRNの変異は一般集団では稀である。WRNのヘテロ接合型機能喪失変異は約100万人に1人である。日本人集団では1000人あたり6人と比較的高いが、それでも低頻度である。
がん細胞ではWRN遺伝子の変異による欠陥よりも、エピジェネティックな変化による発現の低下が広くみられ、下の図では630のヒト原発性腫瘍におけるWRN遺伝子のCpGアイランドの高メチル化の頻度を示している。高メチル化はWRNの発現の低下を引き起こし、腫瘍形成時に広くみられる現象である。
| がん               | 頻度  |
| 大腸がん           | 37.9% |
| 非小細胞性肺がん   | 37.5% |
| 胃がん             | 25%   |
| 前立腺がん         | 20%   |
| 乳がん             | 17.2% |
| 甲状腺がん         | 12.5% |
| 非ホジキンリンパ腫 | 23.7% |
| 急性骨髄性白血病   | 4.8%  |
| 軟骨肉腫           | 33.3% |
| 骨肉腫             | 11.1% |
| ------------------ | ----- |

## 相互作用
WRNは次に挙げる因子と相互作用することが示されている。
- BLM（英語版）[30]
- DNA-PKcs[31][32]
- FEN1（英語版）[33][34]
- Ku70[35][36]
- Ku80[35][36]
- P53[37][38]
- PCNA[39][40]
- TERF2（英語版）[41]
- WRNIP1（英語版）[42]

## 関連文献
- “The Werner syndrome protein at the crossroads of DNA repair and apoptosis”. Mech Ageing Dev 125 (8):  521–8. (2004). doi:10.1016/j.mad.2004.06.004. PMID 15336909.
- “Pathways and functions of the Werner syndrome protein”. Mech Ageing Dev 126 (1):  79–86. (2005). doi:10.1016/j.mad.2004.09.011. PMID 15610765.
- Monnat RJ Jr; Saintigny Y (2004). “Werner syndrome protein--unwinding function to explain disease”. Sci Aging Knowledge Environ 2004 (13):  re3. doi:10.1126/sageke.2004.13.re3. PMID 15056797.
- “Current advances in unraveling the function of the Werner syndrome protein”. Mutat Res 577 (1–2):  237–51. (2005). doi:10.1016/j.mrfmmm.2005.03.020. PMID 15946710.
- “The Werner syndrome protein has separable recombination and survival functions”. DNA Repair (Amst) 3 (5):  475–82. (2004). doi:10.1016/j.dnarep.2004.01.002. PMID 15084309.
- “WRN mutations in Werner syndrome”. Hum. Mutat. 13 (4):  271–9. (1999). doi:10.1002/(SICI)1098-1004(1999)13:4<271::AID-HUMU2>3.0.CO;2-Q. PMID 10220139.
- “The many substrates and functions of ATM”. Nat. Rev. Mol. Cell Biol. 1 (3):  179–86. (2001). doi:10.1038/35043058. PMID 11252893.